# Gary Brooker
Gary Brooker (Londres, 29 de mayo de 1945-Londres, 19 de febrero de 2022) fue un músico británico, popular por fundar la agrupación Procol Harum. Creó la banda The Paramounts en 1962 junto al guitarrista Robin Trower. En 1966, fundó Procol Harum con su amigo Keith Reid, banda con la que ganó reconocimiento internacional, especialmente por el exitoso sencillo A Whiter Shade of Pale.

## Biografía

### Primeros años
Nació en el hospital de Hackney el 29 de mayo de 1945, Brooker creció en esa misma ciudad antes de mudarse con su familia a Middlesex. Su padre, Harry Brooker, fue un músico profesional que inculcó en Gary la pasión por la música, enseñándole a tocar el piano, la trompeta y el trombón. En 1954 la familia se trasladó a Essex, donde Brooker cursó estudios en la secundaria de Westcliff. Su padre murió de un paro cardíaco cuando Gary tenía apenas once años, obligando a su madre a trabajar para sobrevivir. Más tarde empezó a estudiar botánica, pero abandonó la carrera para convertirse en músico profesional.

### Carrera

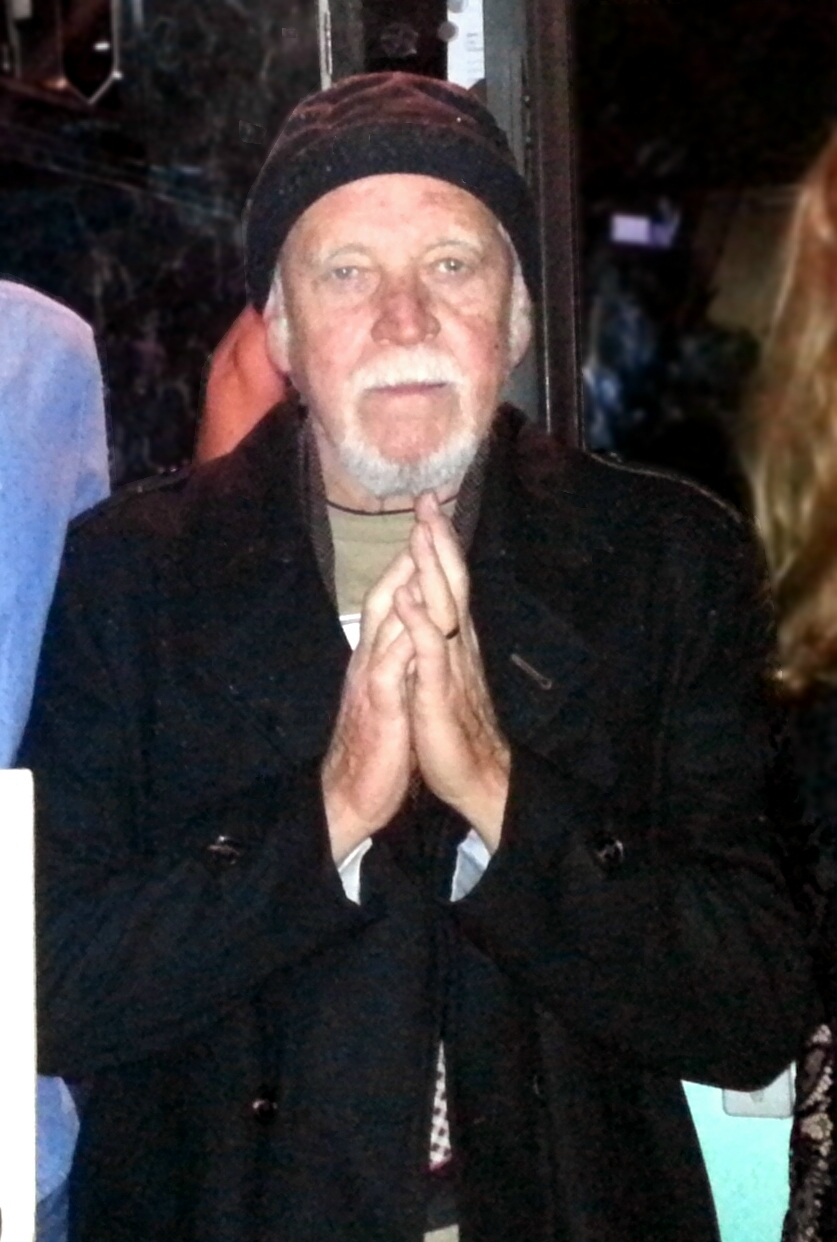
Gary Brooker en 2018.

#### The Paramounts y Procol Harum
Brooker fundó la banda The Paramounts en 1962 con su amigo, el guitarrista Robin Trower. La agrupación ganó cierta reputación en la escena del R&B, encabezada por bandas como The Beatles, The Animals, The Spencer Davis Group y The Rolling Stones. Esta última banda en particular expresó su admiración por The Paramounts, y sus músicos asistieron a algunos conciertos de la banda a comienzos de la década de 1960.
En 1966 Brooker fundó Procol Harum con su amigo Keith Reid. "A Whiter Shade of Pale" se convirtió en la canción más reconocida de la banda a nivel internacional, ayudada por el estilo vocal melancólico y emotivo de Brooker. En los primeros años, el tecladista Matthew Fisher, el guitarrista Robin Trower y Brooker conformaban la fuerza creativa de Procol Harum, pero las disparidades en el estilo se volvieron demasiado evidentes, tanto que Fisher y Trower dejaron la agrupación. Brooker se convirtió en el único líder de la banda hasta su separación en 1977.

#### Carrera en solitario y reunión de Procol Harum
Gary comenzó una carrera en solitario y lanzó el álbum No More Fear of Flying en 1979. Tres años después publicó Lead Me to the Water y en 1985 editó Echoes in the Night. En 1996 publicó el álbum en vivo Within Our House, cinco años después de la primera reunión de Procol Harum y el lanzamiento del disco The Prodigal Stranger. En 2003 volvió a liderar la banda para la publicación del disco The Well's on Fire. Su más reciente producción con Procol Harum ha sido el disco Novum de 2017.

## Discografía

### Estudio
- 1979: No More Fear of Flying
- 1982: Lead Me to the Water
- 1985: Echoes in the Night

### Directo
- 1996: Within Our House

### Sencillos
- 1979: "Savannah"
- 1979: "Say It Ain't So Joe"
- 1979: "No More Fear of Flying"
- 1980: "Leave The Candle"
- 1982: "Cycle (Let It Flow)"
- 1982: "Low Flying Birds"
- 1982: "The Angler"
- 1984: "The Long Goodbye"
- 1985: "Two Fools in Love"
- 1987: "No News from the Western Frontier"

### Colaboraciones
- 1970: All Things Must Pass (George Harrison)
- 1981: Another Ticket (Eric Clapton)
- 1985: Stereotomy (Alan Parsons Project)
- 1999: Driver's Eyes (Ian McDonald)
- 2005: Aerial (Kate Bush)